# Hansheinz Schneeberger
Hansheinz Schneeberger (Berna, 16 ottobre 1926 – Basilea, 23 ottobre 2019) è stato un violinista e insegnante svizzero.

## Biografia
Hansheinz Schneeberger iniziò a suonare il violino all'età di sei anni. Studiò al Conservatorio di Berna con Walter Kägi, proseguì gli studi perfezionandosi con Carl Flesch a Lucerna e con Boris Kamensky  a Parigi. Nel 1945 vinse il premio Swiss Interpreter Tonkünstlervereins. Fu attivo come solista, musicista da camera e professore di violino. Nel corso degli anni lavorò con molti direttori tra i quali Paul Hindemith, Carl Schuricht, Wolfgang Sawallisch e Heinz Holliger. Per oltre mezzo secolo si dedicò con grande interesse alla musica del Novecento, eseguendo in prima assoluta alcuni importanti concerti. Nel 1952 prese parte alla prima esecuzione del Concerto (1950-51) di Frank Martin.
Dopa aver insegnato dal 1952 al 1958 nei conservatori di Berna e Bienna, Schneeberger tenne numerosi concerti con il proprio quartetto d'archi.
Nel 1958 effettuò a Basilea la prima esecuzione del Concerto n. 1 (1907-08) di Béla Bartók con l’Orchestra da camera di Basilea diretta da Paul Sacher.
Nel 1965 suonò insieme a Mieczysław Horszowski e Pau Casals al Festival di Prades. Si esibiì sotto la direzione di Ernest Ansermet a Vienna, Varsavia, Stanford e all'EXPO di Montreal nel 1967. Prese parte alla prima esecuzione del Concerto per violino Tempora del compositore svizzero Klaus Huber nel 1970.
Suonava un violino Stradivari del 1731 che acquistò nel 1959 dal liutaio Pierre Gerber a Losanna.
La sua discografia comprende opere di Bach, Schubert, Schumann, Reger e Ives, Carter e Veress su etichette Jecklin, ECM, Grammont, Wergo ecc.